# 多默·威廉姆斯
多默·威廉姆斯（英語：：1930年10月15日—2023年12月22日）是天主教新西蘭司鐸級樞機及惠靈頓總教區榮休總主教。

## 生平
威廉姆斯於1930年3月20日在新西蘭的惠靈頓出生。及後，他在Seatoun聖十字架小學、下哈特的聖伯多祿保祿學校、惠靈頓聖帕特里克學院、奧馬魯St. Kevin's學院接受教育。他在惠靈頓維多利亞大學獲得商業學士學位，並成為會計師工作多年。後來，他參與天主教青年運動（Catholic Youth Movement, YCW）和全職投入運動。1954年，進入但尼丁的聖十字修院。1956年，他被送到羅馬宗座傳信大學，在那裡修讀神學。
他於1959年12月20日晉鐸。後來，他獲得了都柏林大學學院社會科學學士學位。他更到薩摩亞-阿皮亞教區的薩摩亞傳教
1979年12月20日晉牧，並被時任教宗若望保祿二世任命為惠靈頓總教區總主教。1983年2月2日被任為司鐸級樞機。1995年6月1日至2005年4月1日，兼任紐西蘭軍中教長區教長。直到2005年3月21日榮休，及由若望·阿徹利·迪尤接替成為惠靈頓總教區正權總主教